# Taylor Swift: The Eras Tour
Taylor Swift: The Eras Tour è un film concerto del 2023 diretto da Sam Wrench che ripercorre il concerto del The Eras Tour di Taylor Swift che si è tenuto dal 3 all'8 agosto 2023 (l'ultima replica del 9 agosto non è stata registrata per il film) al SoFi Stadium di Inglewood, Los Angeles, distribuito da AMC Theatres negli Stati Uniti, in collaborazione con Cinemark e Regal Cinemas, e da Cineplex in Canada e da Cinépolis in Messico.

## Trama
Il film presenta un intero concerto, attraversando tutte le 10 ere discografiche della cantante. Durante l'esibizione di 22, l'artista consegna il suo cappello alla figlia di Kobe Bryant. Il lungometraggio termina con i titoli di coda realizzati con l'aspetto dei braccialetti dell'amicizia e con la canzone Long Live (Taylor's Version) in sottofondo; i titoli di coda includono vari video dei fans al concerto.

## Musiche
Le musiche incluse nel film concerto sono state confermate da Variety il 31 agosto 2023, e nuovamente l'11 ottobre 2023 alla premier del film.
1. Miss Americana & The Heartbreak Prince
2. Cruel Summer
3. The Man
4. You Need to Calm Down
5. Lover
6. Fearless
7. You Belong with Me
8. Love Story
9. Willow
10. Marjorie
11. Champagne Problems
12. Tolerate It
13. ...Ready for It?
14. Delicate
15. Don't Blame Me
16. Look What You Made Me Do
17. Enchanted
18. 22
19. We Are Never Ever Getting Back Together
20. I Knew You Were Trouble
21. All Too Well (10 Minute Version)
22. The 1
23. Betty
24. The Last Great American Dynasty
25. August
26. Illicit Affairs
27. My Tears Ricochet
28. Style
29. Blank Space
30. Shake It Off
31. Bad Blood
32. Our Song
33. You're On Your Own, Kid
34. Lavender Haze
35. Anti-Hero
36. Midnight Rain
37. Vigilante Shit
38. Bejeweled
39. Mastermind
40. Karma

Esibizioni aggiunte nella Extended Version
1. The Archer
2. Wildest Dreams
3. Long Live

Esibizioni aggiunte nella Taylor’s Version
1. Cardigan
2. I Can See You
3. Death by a Thousand Cuts
4. Maroon
5. You Are in Love

## Promozione
Il film è stato annunciato il 31 agosto 2023 dalla stessa Swift, dopo che Good Morning America ha rivelato che la cantante avrebbe fatto un annuncio in tale giornata. Il trailer del film, che ha accompagnato l'annuncio e l'inizio della prevendita dei biglietti, è stato distribuito sulle piattaforme social della cantante; le visualizzazioni complessive su YouTube, Facebook, Instagram, TikTok e Twitter sono state oltre 114 milioni nel corso delle prime 20 ore. Il film ha inoltre ottenuto il record per le più alte prevendite nel corso delle prime 24 ore nella storia di AMC Network, per un totale di 26 milioni di dollari, superando Spider-Man: No Way Home che deteneva il precedente record di 16,9 milioni di dollari.

## Distribuzione
Il 31 agosto 2023, contemporaneamente con l'annuncio del film, sono stati messi in vendita i biglietti per il film in tutte le sale dei cinema associati a AMC Theatres, Cinemark e Regal Cinemas negli Stati Uniti, da Cineplex in Canada e da Cinépolis in Messico. Tutti questi cinema hanno organizzato un totale di almeno quattro spettacoli al giorno per tutti i giovedì, venerdì, sabati e domeniche, dal 13 ottobre al 4 novembre, oltre ad alcuni spettacoli previsti per il martedì corrispondente alla notte di Halloween.
Il 13 dicembre, è stata pubblicata la Extended Version del film, con l'aggiunta delle esibizioni di Wildest Dreams, The Archer e Long Live, disponibile a noleggio in alcuni servizi video-on-demand in paesi selezionati.
Il 7 febbraio 2024 è stata annunciata la Taylor’s Version del film, con l’ulteriore aggiunta di cardigan e di quattro brani in acustico, pubblicata in esclusiva su Disney+ il 15 marzo successivo.

## Accoglienza

### Incassi
Il film ha incassato 180756269 $ nel Nord America e 80900000 $ nel resto del mondo, per un totale complessivo di 261656269 $. Si tratta del film concerto con il miglior incasso di sempre.

### Critica
Il film ha ottenuto recensioni positive dalla critica. Il sito aggregatore di recensioni Rotten Tomatoes riporta che il 99% delle 92 recensioni professionali ha dato un giudizio positivo sul film, con un voto medio di 8,4 su 10. Sul sito Metacritic il film ottiene un punteggio medio di 82 su 100, basato sul parere di 30 critici.
Justin Chang del Los Angeles Times afferma che il film "con il suo arco labirintico, la cronologia confusa e gli abbaglianti cambiamenti di tono, ambiente e costume, è l'inno di Swift all'invenzione e all'auto-reinvenzione, alle molte vite diverse che ha vissuto e ai volti che ha presentato nel corso della sua carriera".
Elisabeth Garber-Paul di Rolling Stone elogia "il modo in cui [Taylor] riesce a intrecciarsi perfettamente tra fantasia e realtà, tra i personaggi che mette come copertura e quelli che le permettono di sentirsi vista".
Lina Das del The Telegraph ritiene che "il puro spettacolo e l'energia del suo film sono sufficienti per convertire anche il più accanito anti-Swiftite."
Chris Willman di Variety aggiunge che "per la maggior parte dei fan, questo spettacolo non riguarda tanto il guardare la sua carriera lampeggiare davanti ai loro occhi - anche se c'è quello - ma le loro stesse vite fatte come le montagne russe. È una specie di Broadway, una specie di psicoterapia/chiesa, e fin troppo ben eseguito."

## Riconoscimenti
- 2024 – Golden Globe
  - Candidatura per il risultato al cinema e al box office